# Rönnängs landskommun
Rönnängs landskommun var en tidigare kommun i dåvarande Göteborgs och Bohus län.

## Administrativ historik
Kommunen bildades 1918 genom en utbrytning ur Stenkyrka landskommun. Samtidigt tillfördes municipalsamhällena Stora Dyrön, Tjörnekalv och Åstol. Även inrättades en del av Blekets municipalsamhälle här med en del kvar i Stenkyrka landskommun.
Vid  kommunreformen 1952 uppgick kommunen med municipalsamhällena i Tjörns landskommun som 1971 ombildades till Tjörns kommun.

## Politik

### Mandatfördelning i Rönnängs landskommun 1938-1946
| 16 | 2 |

| 18 |

| 12 | 6 |

| 18 |

| 25 |

| 25 |